# Łukasz Bodnar
Łukasz Bodnar (født 10. maj 1982) er en polsk professionel cykelrytter.